# Нещерет Сергій Анатолійович
Сергій Анато́лійович Нещере́т (18 квітня 1965 — 29 серпня 2014) — старшина Збройних сил України учасник Війни на сході України. Кавалер ордена «За мужність».

## Життєпис
Народився 1965 року в місті Артемівськ Донецької області. Батько хотів, щоб він став диригентом військового оркестру. Сергій раптово, нікому не сказавши, вступив до музичного училища в Артемівську; грав на кларнеті та валторні. Служив в оркестрі у місцевій військовий частині, а коли її розформували через вибухи на складах на початку 2000-х — у Дніпропетровській області в оркестрі десантників. Двічі був на ротації миротворчих сил — в Іраку та Югославії. Військовий пенсіонер.
В часі війни мобілізувався добровільно — старшина 93-ї бригади. Рідним не признавався що перебував на передовій — казав що в Дніпрі.
Зник безвісти 29 серпня 2014-го під Іловайськом під час прориву з оточення, на перехресті доріг з села Побєда до Новокатеринівки (Старобешівський район) поруч зі ставком.
Похований у місті Дніпро на Краснопільському цвинтарі як тимчасово невстановлений вояк, ділянка № 79. Ексгумований пошуковцями Місії «Евакуація-200» («Чорний тюльпан») 11 вересня 2014 року. Ідентифікований за експертизою ДНК. Батько не визнав результати ДНК-експертизи.
Без Сергія лишились батько і сестра Тетяна.
2019 року батько Сергія помер в місті Бахмут.

## Нагороди та вшанування
За особисту мужність і героїзм, виявлені у захисті державного суверенітету та територіальної цілісності України, вірність військовій присязі під час російсько-української війни, відзначений — нагороджений
- 16 січня 2016 року — орденом «За мужність» III ступеня (посмертно)[1]
- Його портрет розміщений на меморіалі «Стіна пам'яті полеглих за Україну» у Києві: секція 3, ряд 7, місце 37
- Вшановується 29 серпня на щоденному ранковому церемоніалі вшанування українських захисників, які загинули цього дня у різні роки внаслідок російської збройної агресії[2]